# Spirorbis lineatus
Spirorbis lineatus är en ringmaskart som beskrevs av Bush 1905. Spirorbis lineatus ingår i släktet Spirorbis och familjen Serpulidae. Inga underarter finns listade i Catalogue of Life.